# Tulista minor
Tulista minor és una espècie de planta suculenta, de l'extrem sud del Cap Occidental, Sud-àfrica.
Antigament es va classificar en el gènere Haworthia, com a Haworthia minima. Tanmateix, aquest no era el nom correcte, ja que el nom "Haworthia minor" de fet tenia prioritat. Quan es va transferir l'espècie al nou gènere "Tulista", es va publicar per primera vegada una combinació per a "Tulista minima", que tampoc era vàlida. Per tant, es necessitava una nova combinació per a Tulista minor, que es va publicar el 2018.

## Descripció

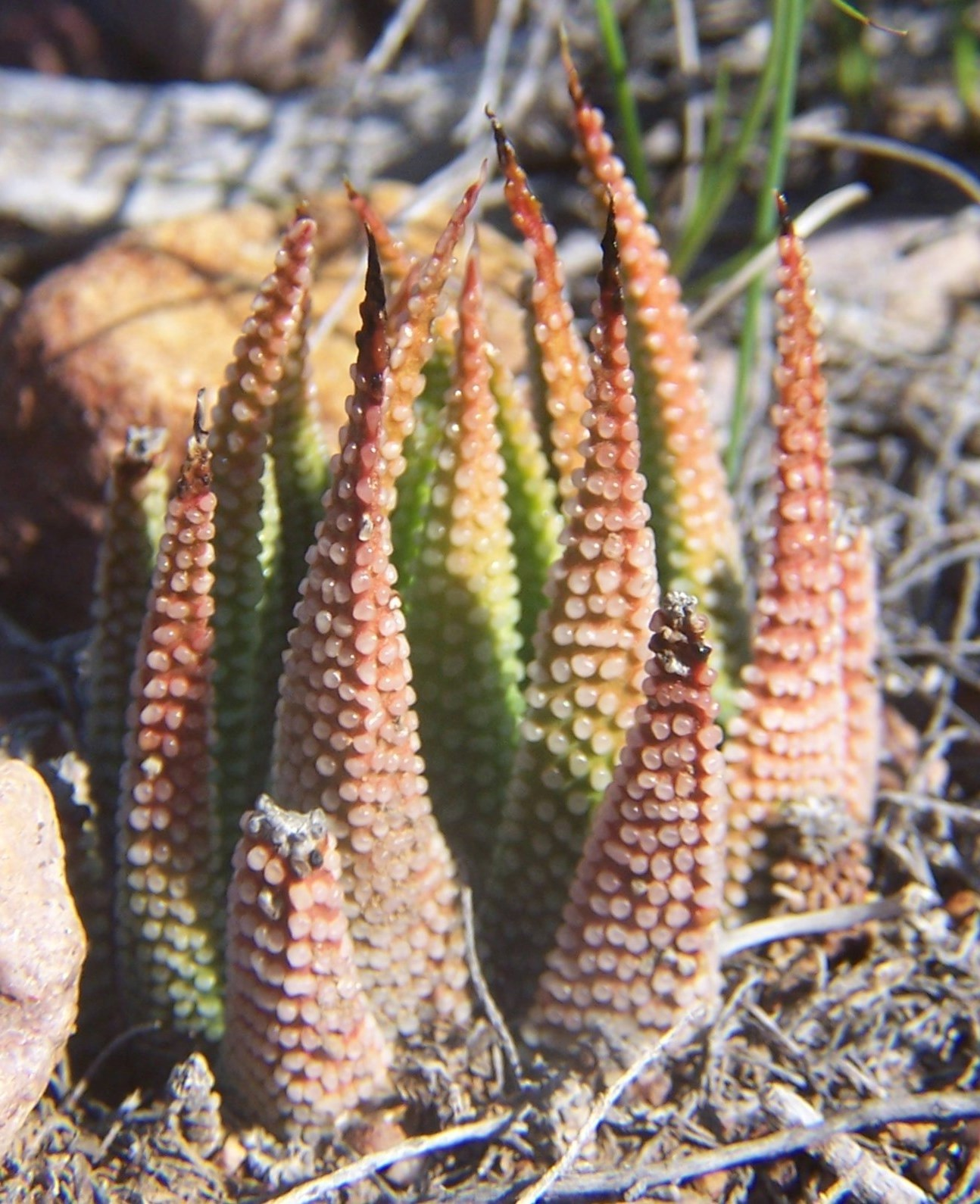
esquerre

És una petita planta suculenta perennifòlia, amb fulles dures i carnoses de color blau verdós, cobertes de tubercles blancs. Té fillols fàcilment i pot formar grups.
Produeix flors blanques amb puntes rosades a l'estiu (novembre a desembre).
És una espècie variable, amb diferents poblacions que difereixen en la forma de la fulla, el color, la forma de creixement i els tubercles. Les varietats populars inclouen T. minima var. poellnitziana, així com les varietats opalina i obrata.

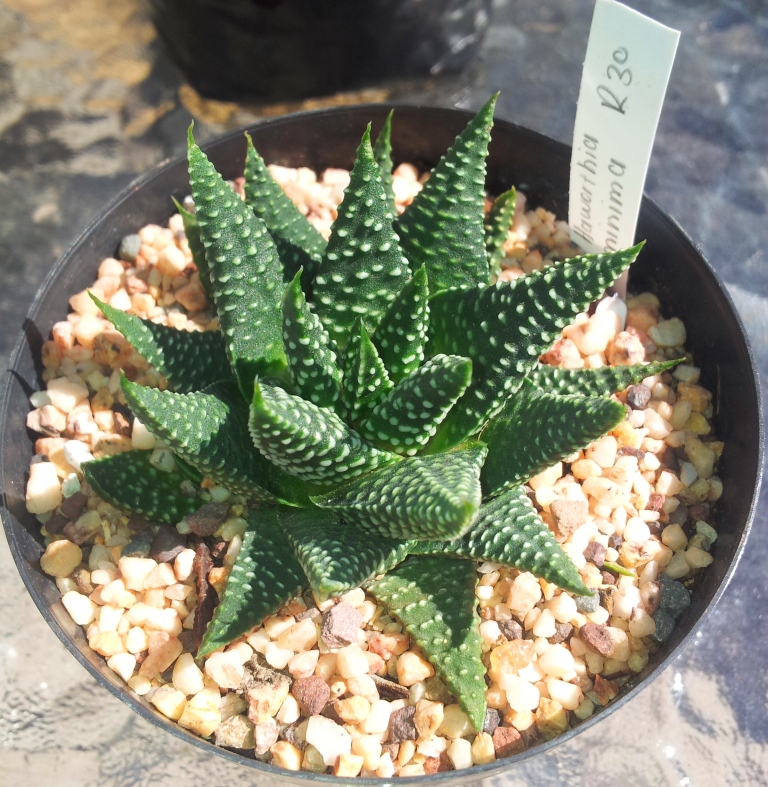
Tulista minor en cultiu

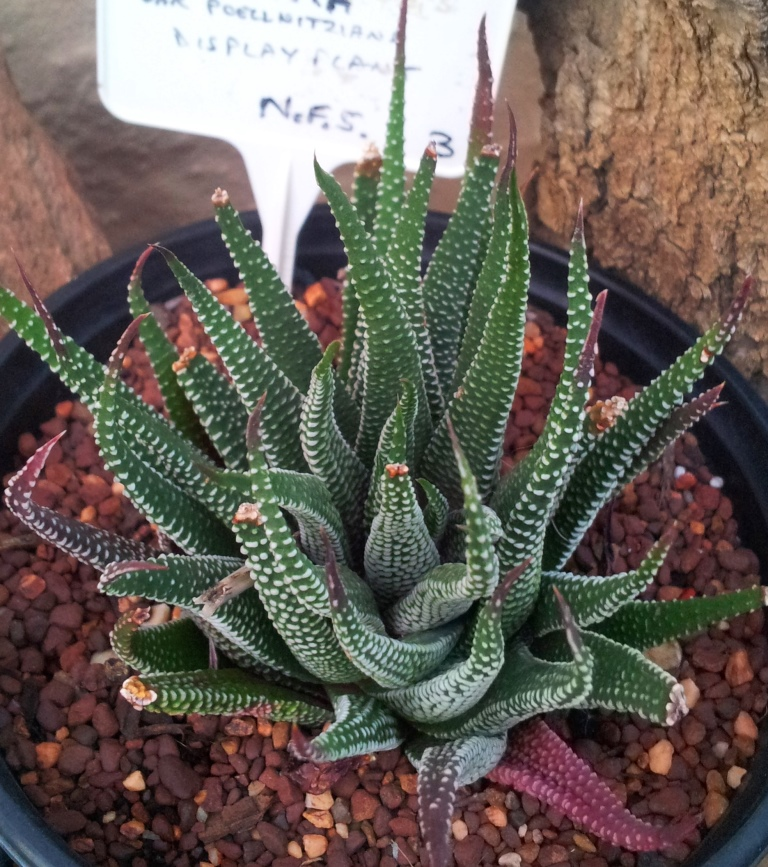
La forma allargada "poellnitziana", de l'extrem oest de l'àrea de distribució de les espècies

## Distribució i hàbitat
La distribució natural d'aquesta espècie es troba a l'extrem sud del Cap Occidental, Sud-àfrica. La seva àrea s'estén des de Botrivier i Agulhas, cap a l'est fins a Brandrivier, Herbertsdale i Hartenbos.
El seu hàbitat sol ser la vegetació costanera de Renosterveld.
Sovint es presenta al costat d'altres espècies de Tulista i se sap que s'hibrida de manera natural amb Tulista marginata, on les dues espècies se superposen a prop de Heidelberg.

## Cultiu
És una planta molt fàcil de cultivar, però tot i així, es cultiva molt rarament. Requereix un sòl ben drenat i tolera tant la semiombra com el sol. Es pot cultivar a partir de llavors, però hi creixen fillols i se subdivideix de manera natural, de manera que també es pot propagar dividint simplement el grup resultant.

## Taxonomia
Tulista minor (Aiton) Gideon F.Sm. i Molteno i publicat a Phytotaxa 346: 201, a l'any 2018.
Antigament es va col·locar al gènere Haworthia, juntament amb les altres espècies grans (H. pumila, H. kingiana i H. marginata) al subgènere "Robustipedunculares". Després d'estudis filogenètics recents, s'ha demostrat que aquestes quatre espècies constitueixen de fet un grup diferent, separat d'altres del gènere Haworthia. Per tant, han estat classificades com a gènere separat, "Tulista".
A l'octubre de 2017, la Llista mundial de selecció de famílies de plantes no accepta el nom de Tulista mínima. La seva sinonímia de la combinació anterior Haworthia minima considera Haworthia minor com el nom correcte. Sobre aquesta base, l'espècie no s'hauria de transferir a Tulista mitjançant l'epítet específic mínima, sinó més aviat com a Tulista minor. Haworthia opalina ha estat tractada com a part de Haworthia minima o, amb menys freqüència, com una espècie separada. En el segon cas, en el trasllat a Tulista, T. opalina reconeix a més de T. minima.
Etimologia
L'epítet específic "minor" deriva de la paraula llatina que significa "menor, més petita o menys important" i es refereix a la mida més petita de l'espècie en comparació amb els seus parents més propers, com "Tulista pumila". En alguns registres antics també es classifica ocasionalment com Haworthia margaritifera.
Varietats
Es reconeixen dues varietats principals: 
- la varietat principal "minor"
- la varietat més rara a l'extrem nord-oest de la seva àrea de distribució, "poellnitziana" (Uitewaal), que té fulles esveltes més llargues i creix en una vegetació de fynbos de grava.

Sinonímia
- Aloe margaritifera var. minor Aiton, Hort. Kew. 1: 468 (1789). (Basiònim/Sinònim substituït)
- Haworthia minor (Aiton) Duval, Pl. Succ. Horto Alencon.: 7 (1809).
- Apicra minor (Aiton) Steud., Nomencl. Bot. 1: 59 (1821).
- Aloe minor (Aiton) Schult. & Schult.f. in J.J.Roemer & J.A.Schultes, Syst. Veg., ed. 15 bis 7: 648 (1829).
- Haworthia margaritifera subvar. minor (Aiton) A.Berger in H.G.A.Engler (ed.), Pflanzenr., IV, 38: 89 (1908).[12]